# 리일규
리일규(1972년 ~ )는 북한의 전직 외교관 출신 북한이탈주민으로 국적은 대한민국이며 현재 국가안보전략연구원 책임연구위원 겸 대한민국 민주평화통일자문회의 21기 상임위원으로 활동 중이다.

## 생애
청소년기에 알제리, 쿠바 등 다양한 국가에서 유학한 뒤 평양외국어학원 프랑스어과를 졸업했고 이후 쿠바 아바나대학에서 프랑스어, 평양외국어대학에서 스페인어를 전공하였다.
그 후 1999년 북한 외무성에 입부한 이후 인민경제대학 무역특설반(2000-2001) 및 외교특설반(2008-2009), 스위스 국제협상응용연구센터(CASIN) 주최 외교관 전문 교육 과정(2005) 등을 거쳤다.
2011년부터 2016년까지 쿠바 주재 북한대사관에서 3등서기관(대외직급 1등서기관)으로 근무했고 2013년 북한 국적 선박 청천강호가 무기를 실은 채 파나마 운하를 통과하려다 적발 및 억류되어 사건 해결을 위해 파나마로 급파되었는데 파나마에서 청천강호 및 선원과 화물을 모두 구출해낸 공로로 '김정은 표창장'을 받았다.
이후 2016년 4월부터 12월까지 북한 외무성에서 정책종합국 과장으로 근무한 뒤 2016년 12월부터는 아프리카·아랍·라틴아메리카국 부국장으로서 중남미지역과의 외교를 총괄했으며 2018년 11월 미겔 디아스카넬 쿠바 대통령이 평양을 방문할 당시 행사총책을 맡았다. 
그 후 2019년 쿠바 주재 북한대사관의 정무참사관에 임명된 이후 외무성 부국장 및 주쿠바 북한대사관 참사관으로 활동하던 시기 조선노동당 세포비서를 겸임하다가 2023년 11월 전격 탈북했으며 2024년 7월 대한민국 언론에 모습을 공개했는데 탈북의 직접적인 계기는 노력에 대한 불평등한 평가와 이에 대한 좌절감과 분노 때문이었다고 밝혔다.

## 경력
- 2009.7-2011.7: 외무성 6국 책임부원
- 2011.9-2016.1: 주쿠바 북한대사관 3등(대외직급 1등) 서기관
- 2016.4-2016.12: 외무성 정책종합국 과장
- 2016.12-2019.2: 외무성 아프리카·아랍·라틴아메리카국 부국장 겸 당세포비서
- 2019.3-2023.11: 주쿠바 북한대사관 정무참사관 겸 당세포비서